# Championnat d'Afrique féminin de rugby à sept
 (juillet 2025).
Si vous disposez d'ouvrages ou d'articles de référence ou si vous connaissez des sites web de qualité traitant du thème abordé ici, merci de compléter l'article en donnant les références utiles à sa vérifiabilité et en les liant à la section « Notes et références ».
Ne doit pas être confondu avec Championnat d'Afrique de rugby à sept.
Le championnat d'Afrique féminin de rugby à sept est une compétition annuelle organisée par Rugby Afrique où s'affrontent les équipes nationales africaines féminines de rugby à sept.
La compétition permet de se qualifier pour les principales compétitions de rugby à sept, les Jeux olympiques et la Coupe du monde.

## Historique
La première édition de la compétition se déroule en 2008 en tant que tournoi de qualification pour la Coupe du monde pour la zone Afrique. Le tournoi se dispute alors tous les quatre ans.
Depuis 2013, la compétition est disputée annuellement. L'édition 2015 rentre dans le processus de qualification pour le premier tournoi olympique de la discipline.

## Palmarès
| Éditions                                              | Lieu         | Vainqueur      | Score | Finaliste  |
| ----------------------------------------------------- | ------------ | -------------- | ----- | ---------- |
| African Sevens (qualification pour la Coupe du monde) |              |                |       |            |
| 2008                                                  | Kampala      | Afrique du Sud | 24–0  | Ouganda    |
| 2012                                                  | Rabat        | Tunisie        | 14–10 | Kenya      |
| Africa Cup Sevens                                     |              |                |       |            |
| 2013                                                  | Tunis        | Afrique du Sud | 29–5  | Tunisie    |
| 2014                                                  | Machakos     | Afrique du Sud | 14–10 | Kenya      |
| 2015                                                  | Kempton Park | Afrique du Sud | 31–5  | Kenya      |
| 2016                                                  | Harare       | Afrique du Sud | 22–17 | Kenya      |
| 2017                                                  | Monastir     | Afrique du Sud | 17–12 | Kenya      |
| Africa Women's Sevens                                 |              |                |       |            |
| 2018                                                  | Gaborone     | Kenya          | 29–7  | Ouganda    |
| 2019                                                  | Monastir     | Afrique du Sud | 15–14 | Kenya      |
| 2022                                                  | Jemmal       | Afrique du Sud | 15–14 | Madagascar |
| 2023                                                  | Monastir     | Afrique du Sud | 12–7  | Kenya      |
| 2024                                                  | Accra        | Afrique du Sud | 17–10 | Kenya      |